# Halecia maculicollis
Halecia maculicollis es una especie de escarabajo del género Halecia, familia Buprestidae. Fue descrita científicamente por Saunders en 1872.